# Ralph St. Germain
Ralph E. Saint-Germain (* 19. Januar 1904 in Ottawa, Ontario; † 2. August 1974 ebenda) war ein kanadischer Eishockeyspieler und -trainer.  

## Karriere
Ralph St. Germain besuchte die McGill University, an der er parallel zu seinem Studium Eishockey und Canadian Football spielte. Von 1926 bis 1928 war er Mannschaftskapitän der Eishockeymannschaft. Als er in einem Collegespiel 1928 gegen Anordnung seines Arztes und trotz Krankheit und hohen Fiebers antrat, brach er auf dem Eis zusammen und wäre beinahe gestorben. Im Jahr 1931 machte er seinen Abschluss in Wirtschaft an der McGill University. Von 1931 bis 1936 spielte er im Amateureishockey für die Montreal Amateur Athletic Association, die 1932 ihren Namen in Montreal Royals änderte. Als Gastspieler repräsentierte er Kanada mit den Port Arthur Bearcats bei den Olympischen Winterspielen 1936. Im Anschluss an das Turnier war er als Eishockeytrainer der Juniorenmannschaft der McGill University tätig. Zudem spielte er von 1937 bis 1940 für die Ottawa Senators aus der Quebec Amateur Hockey League.  

### International
Für Kanada nahm St. Germain an den Olympischen Winterspielen 1936 in Garmisch-Partenkirchen teil, bei denen er mit seiner Mannschaft die Silbermedaille gewann. 

## Erfolge und Auszeichnungen
- 1936 Silbermedaille bei den Olympischen Winterspielen